# أنطونيو ماريا مارتينيز
أنطونيو ماريا مارتينيز (بالإسبانية: Antonio María Martínez) هو حاكم الدولة إسباني، ولد في القرن الثامن عشر في أندوخار في إسبانيا، وتوفي في 1 نوفمبر 1823 في مدينة مكسيكو في المكسيك.